# 각주
주(註) 또는 각주(영어: footnote 또는 annotation 등)는 본문에 대하는 참조 문헌이나 본문의 낱말, 문장 등의 뜻을 알기 쉽게 풀이하는 덧붙이는 글이다. 주는 매우 길어 본문에 기입하기 부적당하거나 본문 내용에 끼워 넣었을 때 문맥의 흐름이 방해되는 경우에 사용되며, 기술하는 내용의 출처를 밝히거나 해당 용어나 내용을 보충 설명하는 데에 사용한다.
각주는 논문을 쓸 때 본문의 어떤 부분의 뜻을 보충하거나 논문 본문의 아래쪽에 따로 단 주석을 말한다. 각주는 본문에서 숫자 또는 기호로 식별하며, 연구 논문에서 일반적으로 각주를 추가하여 본문에서 서술한 사실이나 인용문의 출처를 인용하는 데 사용된다. 각주에는 콘텐츠 각주와 저자권 허가 각주 두가지가 있다. 콘텐츠 각주는 본문의 정보를 보충 설명하여 단순화하고 복잡하고 관련성이 없는 정보는 포함하지 않아야 한다. 저작권 허가 각주는 긴 인용문, 연구 규모와 테스트 아이템, 개조된 표와 표의 출처를 제공한다. 각주를 사용할 경우 일반적으로 작성자, 연도 및 책의 제목, 전체 페이지 번호를 포함한 전체 인용정보를 추가해야 한다.
단,좌측 각주 및 이중 이상의 각주는 일반적으로 사용하지 않는다.

## 위치별 분류
- 괄호주(括弧註, Parenthetical note)는 본문 안에 괄호 등의 기호를 사용해서 인용 출처 또는 설명 등을 표시한 주석 형식이다. 괄호주를 사용하는 경우 후주로 참고 문헌을 따로 달아야 한다. 괄호 안에 한자어의 한자, 로마자 외래어의 로마자 표기를 다는 것도 괄호주에 해당한다.
- 각주(脚註, footnote)는 서책이나 논문 등의 문서에서 어떤 한 쪽에 포함된 하나 또는 그 이상의 주문(註文)들을 같은 쪽의 하단에 달아 놓은 것, 또는 그런 식으로 주를 처리하는 방법을 말한다.
- 미주(尾註, endnote)는 책의 본문 끝에 달아놓은 주다.
- 요주(腰註)는 문서에서 각 단락이나 챕터(장,절,목 등)가 끝나는 곳에 달아놓은 주다.
- 측주(側註)는 각 쪽의 왼쪽이나 오른쪽에 달아놓은 주다.
- 두주(頭註)는 문서에서 각 쪽의 위쪽에 달아놓은 주다.
- 헤드노트(headnote, 미주(眉註))는 문서에서 각 쪽의 위쪽 또는 챕터(장,절,목 등)가 시작하는 곳에 달아놓은 주다.
- 햇노트(hatnote)는 문서에서 첫머리에 달아놓은 주다.

위키백과에서 목차가 나오기 전의 내용도 햇노트이며, <ref></ref>로 달아놓고 <references /> 부분에 나타나게 하는 주는 각주 또는 미주(endnote)에 해당한다.

## 각주의 역사
각주는 저자의 지적 노력을 증명해주는 역할과 저자의 지적 결벽을 확인할 단서를 제공해주는 두가지 상반된 기능을 해왔다.  로마의 법률가들은 자신들이 인용한 법률의 출전을 명확하게 밝혔다. 단테와 페트라르카는 자신의 시를 직접 해설한 주석을 달았다. 페트루스 롬바르두스(Petrus Lombardus)는 시편과 사도행전을 해설하면서 근대적 각주와 유사한 형태를 정착시켰다. 야콥 토마시우스(Jacob Tomasius)는 그릇된 인용형식들의 적절한 분류법을 제시(1673)하면서 학자들의 지적 날치기에 대해서도 언급했다. 기번은 로마제국 쇠망사에서 노골적인 각주를 사용하여 독자에게 쾌감과 불쾌감 모두를 준 것으로 유명하다. 랑케는 각주를 역사학의 가장 유용한 도구중 하나로 격상시켰으나 본인 자신은 각주에 그리 신경을 쓰지 않아 종종 각주에 오류가 많았다. 역사가들은 상대방의 각주를 직접 확인하면서 서로의 오류를 공격했다. 각주의 활성화는 도서관에 1차사료를 개방하라는 연구자들의 압력으로 이어졌다.

## 같이 보기
- 말뭉치 주석
- 참조주
- Ibid.
- 노타 베네
- 위키백과:출처 밝히기

## 참고 자료
- 각주 - 두산세계대백과사전
- 네이버 지식백과[깨진 링크(과거 내용 찾기)]